# Constant Guéroult
Pour les articles homonymes, voir Guéroult.
Constant Guéroult, né le 27 février 1811 à Elbeuf et mort le 29 novembre 1882 à Paris 6e, est un nouvelliste, dramaturge, feuilletoniste et journaliste français.

## Biographie
Fils d’Élie Théodore Guéroult, émouleur de forces, et de Marie Catherine Françoise Lebailly, mariés le 24 floréal de l’An V (13 mai 1797) à Elbeuf, Constant François Guéroult nait dans cette ville le 27 février 1811, au 7 de la rue Poulain. Une modeste plaque rappelait sa naissance sur cette maison, aujourd’hui détruite. Il est le 3e enfant du couple, après Théodore (né en 1800) et Armand Élie (1805) ; un 4e garçon, Victor Benjamin, vient au monde par la suite le 8 mai 1813.
Sa mère décède le 14 janvier 1818. Son père ne se remarie pas et élève seul ses enfants. Destinant son fils au commerce, il l’envoie très jeune à Paris, mais décède en 1833 avant que celui-ci ne trouve sa voie, car Constant se lasse vite des études et préfère fréquenter les cafés littéraires foisonnant à l’époque.
À Paris, il se familiarise avec les nouveaux romans et les pièces de théâtre. Il débute de bonne heure dans la carrière des lettres par la poésie, avec l’espoir de détrôner Lamartine et Victor Hugo, mais lorsqu’il s’aperçoit que ce sera long, il renonce à ce genre.
Sans que l’on sache exactement à la suite de quelles circonstances, il se retrouve en Belgique, où un journal de Bruxelles accueille favorablement quelques-unes de ses nouvelles. Il entame ainsi une carrière de feuilletoniste. Enhardi par ce premier succès, il revient à Paris en 1844.
Il publie, dans La Patrie, sa première nouvelle, qui est accueillie par Édouard Lemoine, alors rédacteur de ce journal, avec plus de complaisance que d’enthousiasme. À celle-là succèdent beaucoup d’autres qui ont une grande popularité.
En effet, son talent s’affermit à mesure qu’il gagne en souplesse et en variété. Il devient rapidement l’un des écrivains populaires les plus lus. Ses romans, très recherchés des éditeurs, sont à chaque fois insérés sous forme de feuilletons dans divers journaux avant d’être publiés : La Flandre illustrée, La Gazette de France, Journal pour tous, Le Voleur illustré, La Revue de Paris, publication dirigée par Maxime Du Camp, Laurent-Pichat et Louis Ulbach, trois écrivains qui accueillaient tout, lisaient tout et jugeaient l’œuvre sans s’inquiéter du nom. Il collabore également à de nombreux autres journaux, tels Le Courrier de Paris, La Mode Nouvelle, La Patrie, Le Pays, Le Petit Journal, etc.
Au Petit Rouennais, il livre aussi La Bijouterie de la rue Grand-Pont et Le Drame de la Fougeraie.

## Un écrivain infatigable
Il ne cesse d’écrire et son inspiration semble inépuisable. Il a une plume facile, mais non dénuée de précision et de talent. De 1850 à sa mort, les romans se succèdent, au rythme d’au moins un ouvrage par an. Peut-être se souvenait-il du conseil de l’un de ses mentors qui lui avait dit : « Mon cher, débuter n’est rien, c’est durer qui est quelque chose. Continuez. » Mais quand j’aurai fait un roman, deux romans, trois romans ? « Vous en ferez trois autres (...) C’est ça la littérature d’à présent. » Guéroult s’est essayé à tous les genres : drame, vaudeville, roman, nouvelle, chronique, poésie, feuilleton dramatique, voire paroles de romances. Il travaille notamment à de nombreuses reprises avec le compositeur Luigi Bordèse.
Il lui est arrivé, comme à quelques-uns de ses confrères, d’avoir produit, dans l’espace de trois semaines, des romans en quatre volumes, mais il y renonce bien vite, déclarant que c’était là un tour de force aussi facile que misérable, et revient à sa méthode première : étudier le cœur humain sur le vif, en sentir les palpitations et les traduire avec sincérité.
Il est impossible de citer toutes ses œuvres (Cf. la bibliographie non exhaustive présentée ci-dessous. En outre certains de ses titres sont développés en plusieurs volumes, souvent réédités. Parmi ses titres les plus connus, le Larousse du XXe siècle en 6 volumes (édition de 1930), cite Les vautours de Paris (1858), Les étrangleurs de Paris (1859), Le luthier de Rotterdam (1868) et Les exploits de Fifi Vollard [ou La bande à Fifi Vollard ?] (1876).
En même temps, il écrit pour le théâtre. Il fait représenter Chabert le Balafré, écrit avec Jacques Arago, en 1845 et avec Paul de Kock Le cauchemar de son propriétaire (1849). Constant Guéroult se lie aussi d’amitié avec Molé-Gentilhomme. Outre une certaine quantité de romans (voir la bibliographie), les deux écrivains écrivent ensemble quelques pièces qui n’ont certes pas révolutionné le théâtre : Pomponnette et Pompadour (1850), Le cousin Pamphile (1850), Berthe la Flamande, drame en cinq actes (1854) et La comtesse de Noailles, drame en cinq actes (1856). La troisième est un bel exemple des transformations que peut subir une idée dramatique avant d’arriver à la rampe : à l’origine, un drame dont le héros, capitaine d’aventures à la longue rapière, avait été taillé pour Mélingue. Les deux collaborateurs, ne pouvant en venir à bout, le portent à Goubaux, qui leur dit, après l’avoir lu : « Il y a beaucoup à changer ». Molé et Guéroult se mettent alors au travail avec ardeur, et, de modification en modification, le fier capitaine devient une excellente mère de famille, dans le drame qui s’appelle finalement Berthe la Flamande. Le rôle principal est joué par Émilie Guyon, dont le talent vaut à la pièce un grand succès. La mort précoce et tragique de Molé-Gentilhomme, lors de la première de la Comtesse de Noailles, a mis fin à une collaboration à laquelle une parfaite concordance d’humeur et de caractère faisait trouver un grand charme aux deux écrivains.

Constant Guéroult écrit encore un autre drame en cinq actes, Théodoros, en 1868. Au total, il fournit des pièces mises à la scène sur les théâtres de La Porte-Saint-Martin, de l’Ambigu Comique, des Variétés, des Folies-Dramatiques et des Délassements-Comiques.

## Une notoriété certaine
Oublié aujourd’hui, même si l’on trouve toujours ses romans (dont quelques rééditions) sur des sites de vente en ligne, Constant Guéroult connait de son vivant une réelle popularité. Certains de ses livres sont alors publiés à l’étranger et sa popularité dépasse les frontières de l’hexagone. Le Grand Dictionnaire universel du XIXe siècle lui consacre une notice élogieuse au début des années 1870 : « C’est un habile metteur en scène, un artiste soigneux de son sujet, éprouvant à le développer une sorte de jouissance particulière dont le lecteur reçoit, pour ainsi dire, le reflet. Il s’ensuit que l’action, sous une plume facile, se déroule sans fatigue et avec une sorte d’aisance. L’auteur met à conter un plaisir extrême, cela se voit ; il est sincère, cela se sent ; il vit de la vie de ses personnages, et, tout en marchant de péripétie en péripétie, leur communique le relief qui leur convient. En réalité, cet écrivain ne saurait être confondu avec ces producteurs vulgaires qui, complices inconscients d’un régime démoralisateur, encombraient notre littérature dans les dernières années du Second Empire ».

## Le second père de Rocambole
La Petite Presse lui doit un de ses plus éclatants succès avec le Crime de la rue du Temple, roman judiciaire, dont l’intérêt était tel que Pierre Alexis Ponson du Terrail, pourtant romancier émérite blasé sur toutes les ficelles du métier, n’attendait pas l’apparition du journal pour venir à l'imprimerie se faire communiquer d'avance les épreuves du feuilleton du lendemain.
Ponson du Terrail pensait bien reprendre, après la guerre de 1870, le personnage de Rocambole qu’il avait créé en 1857. Mais sa mort, en janvier 1871, l’en empêche. Sa veuve confie alors au directeur des Publications Périodiques les notes qu’il avait laissées. Celui-ci décide alors d’en confier la mise en forme à Constant Guéroult, « romancier dont les succès ne se comptent plus, au talent fécond et original, ami intime de Ponson du Terrail » selon la Petite Presse.
Constant Guéroult s’approprie alors le personnage de Rocambole et le façonne à sa manière en le faisant revivre sous les traits de M. Portal. Il en fait un personnage sympathique, plus proche du détective que du surhomme, avec une vraie épaisseur humaine. Selon Élisabeth Ripoll Rohr, « Guéroult a imaginé un héros d’aventures, modeste et résolu. Il a évité le plus possible les manifestations de supériorité, bref il a imposé son style, inventé sa propre figure du justicier. » Cette renaissance, intitulée Le retour de Rocambole ou Les nouveaux exploits de Rocambole est un bel hommage rendu à Ponson du Terrail. Comme tout héros populaire, Rocambole n’est-il pas immortel ? D’autres auteurs après lui reprendront d’ailleurs le flambeau.
Mais Constant Guéroult meurt deux ans plus tard à Paris, dans son domicile de la rue de Bréa, le 30 novembre 1882, à l’âge de 68 ans, laissant un fils unique prénommé Constant Théodore, architecte, alors âgé de 39 ans, et un petit-fils. Ses obsèques sont célébrées deux jours plus tard en l’église Notre-Dame-des-Champs, en présence de nombreuses personnalités de la presse et du monde littéraire. L’inhumation a lieu au cimetière de Belleville, où un hommage lui est rendu par Henri Gourdon de Genouillac, vice-président de la Société des Gens de lettres, dont Constant Guéroult était membre du comité depuis 1869.
Les journaux parisiens saluent en lui un écrivain de grand talent, doublé d’un homme de cœur. « Il emporte dans la tombe l’estime et l’affection de ses confrères », écrit Le Petit Journal, dont il était l’un des plus anciens collaborateurs. L’Elbeuvien annonce le décès de l’enfant du pays, en soulignant combien il était « un esprit cultivé, de commerce agréable et de relations charmantes, qui n’inspirait que des sympathies ».
Plusieurs de ses écrits bénéficient d’une publication posthume : La Femme de monsieur le duc (1884) et Les Tragédies du mariage (1884).

## Principales œuvres

### Romans

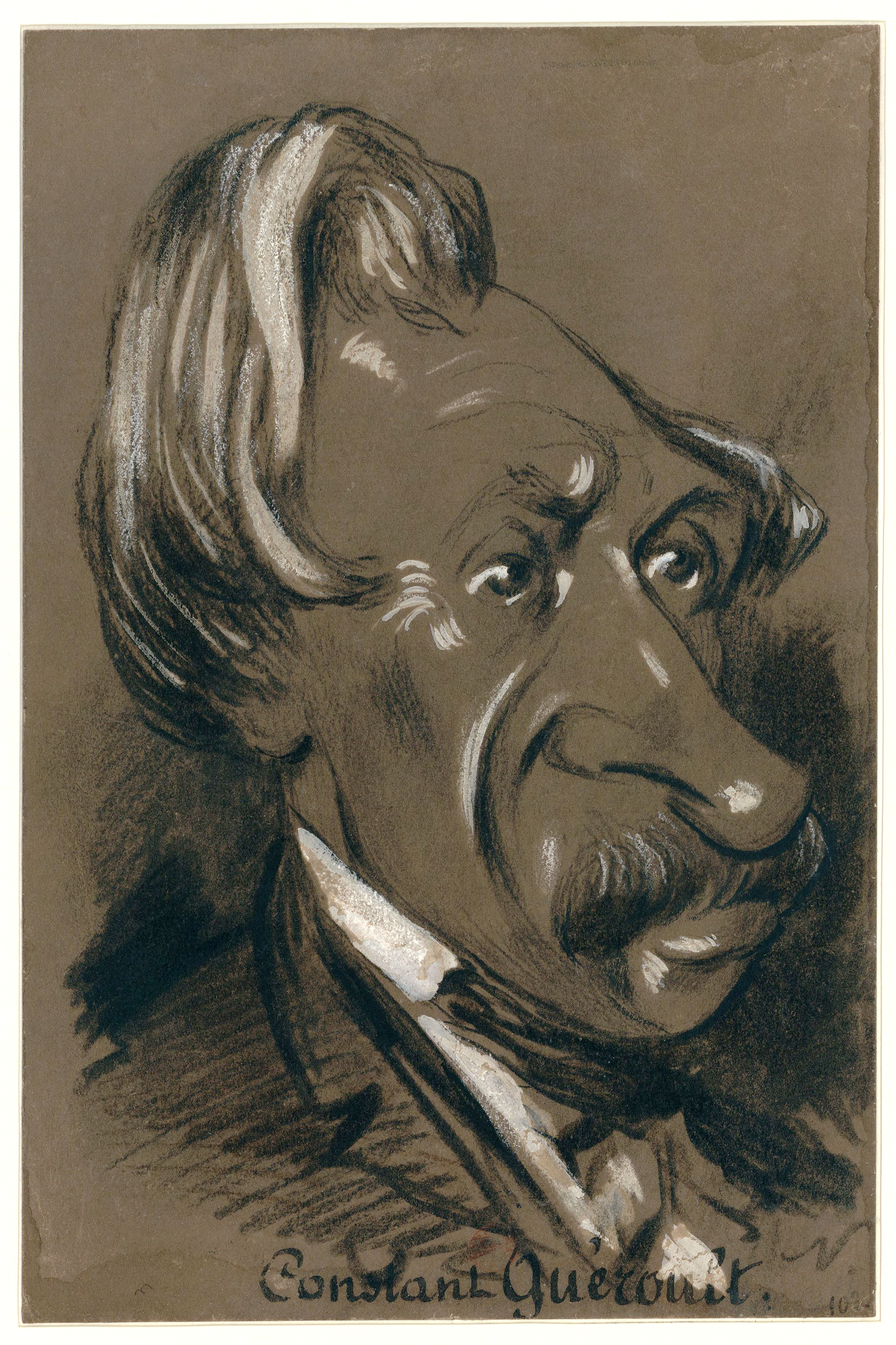
Caricature de Guéroult par Nadar.

- Sylvio Bellino, suivi de Une danse imprévue, Paris, De Vigny, 1851.
- La Croix du clerc, Paris, De Vigny, 1852.
- Le Bronzino, Paris, De Vigny, 1852.
- Roquevert l’arquebusier, avec Molé-Gentilhomme, Paris, L. Danel, 1853.
- Blanche de Savenières, avec Molé-Gentilhomme, Paris, L. De Potter, 1854.
- La Comtesse Ulrique, avec Théodore de Foudras, Paris, L. de Potter, 1854.
- Laurence de Montmeylian, avec Molé-Gentilhomme, Paris, L. De Potter, 1854.
- Le Routier de Normandie, épisode du temps de Charles V, avec Molé-Gentilhomme, Paris, bureau du journal la Gazette de France, 1854.
- Les Vautours de Paris, avec Théodore de Foudras, Paris, L. de Potter, 1854.
- Robert le ressuscité, avec Molé-Gentilhomme, Paris, L. De Potter, 1854.
- La Roche sanglante, avec Molé-Gentilhomme, Paris, L. De Potter, 1855.
- Le Capitaine Zamore, avec Théodore de Foudras, Paris, L. de Potter, 1855.
- La Femme de l’échevin, impr. de Leleux, 1856.
- La Reine de Paris, épisode du temps de la Fronde, avec Théodore Anne, Paris, impr. de Schiller, 1856.
- Zanetta la chanteuse, avec Molé-Gentilhomme, Paris, L. De Potter, 1856.
- L’Âme vendue, Paris, impr. de E. Prignet, 1857.
- Le Chevalier de Mailly, avec Molé-Gentilhomme, Paris, L. Chappe, 1857.
- Le Juif de Gand, L. de Potter, 1857.
- Les Étrangleurs de Paris , avec Paul de Couder, Paris, L. Chappe, 1859.
- La Tigresse des Flandres : épisode de la domination espagnole dans les Pays-Bas, Paris, L. Chappe, 1861.
- Le Mendiant de Tolède, avec Molé-Gentilhomme, Paris, L. De Potter, 1863.
- La Bourgeoise d’Anvers, Brunet, E. Dentu, 1864.
- La Vierge aux larmes, Paris, C. Vanier, 1865.
- Les Abîmes de Paris, impr. de E. Crugy, 1865.
- Les Damnés de Paris, Paris, Décembre-Alonnier, 1867.
- Histoire des conspirateurs anciens et modernes, avec Pierre Zaccone, Paris, 1871.
- La Belle Mercière, Paris, bureaux du "Bien public, 1871.
- Le Drame de la rue du Temple, Paris, E. Dentu, 1876.
- Aventures cavalières, Paris, E. Dentu, 1878.
- La Tabatière de M. Lubin, Paris, E. Dentu, 1878.
- La Bande à Fifi Vollard, Paris, J. Rouff, 1880.
- La Bande Graaft, Paris, E. Plon, 1880.
- Les Nouveaux Exploits de Rocambole , sur des notes laissées par Ponson du Terrail, Paris, Capiomont aîné, Calvet et Cie, 1880.
- Un héritage tragique, E. Dentu, 1880.
- Les Tragédies du mariage, Paris, E. Dentu, 1881.
- Les Dames de Chamblas, E. Dentu, 1882.
- La Femme de monsieur le duc, Paris, E. Dentu, 1884.
- Le Luthier de Rotterdam, Paris, E. Dentu, 1884.
- L’Affaire de la rue du Temple, Paris, J. Rouff, 1888.

### Pièces
- Le Cauchemar de son propriétaire, vaudeville en 1 acte, avec Paul de Kock [Paris, Folies-dramatiques, 4 aout 1849.], Paris, Beck, 1849.
- Pomponette et Pompadour, comédie vaudeville en 1 acte, avec Molé-Gentilhomme, représenté pour la première fois à Paris sur le théâtre des Variétés le 17 novembre 1850, Paris, M. Lévy, 1850.
- Berthe la Flamande, drame en 5 actes, avec Molé-Gentilhomme [en collaboration avec P.-P. Gerbaux]... [Paris, Ambigu-comique, 27 juillet 1852.], Michel-Lévy frères, 1852.
- Roquevert l’arquebusier, avec Molé-Gentilhomme, Paris, impr. de T. Martin, 1853.
- La Comtesse de Novailles, drame en cinq actes avec Molé-Gentilhomme [Paris, Ambigu-comique, 23 mai 1856.], Paris, Michel-Lévy frères, 1856.

### Livrets
- Le Fou de Stamboul, air dramatique, musique notée, paroles de Guéroult sur une musique de Paul Henrion, Paris, Colombier, 1854.
- La Reine Berthe, air, musique notée, paroles de Guéroult sur une musique de Luigi Bordèse, Paris, S. Richault, 1858.
- Attila, air dramatique, musique notée, paroles de Guéroult sur une musique de Luigi Bordèse, Paris, S. Richault, 1859.
- Clovis à Tolbiac, invocation, musique notée, paroles de Guéroult sur une musique de Luigi Bordèse, Paris, S. Richault, 1859.
- Joseph vendu par ses frères, musique notée, paroles de Guéroult sur une musique de Luigi Bordèse, Paris, S. Richault, 1859.
- L’Ermite du Mont Carmel, air dramatique, musique notée, paroles de Guéroult sur une musique de Luigi Bordèse, Paris, S. Richault, 1859.
- L’Héroïne de Beauvais, au dramatique, musique notée, paroles de Guéroult sur une musique de Luigi Bordèse, Paris, S. Richault, 1859.
- La Folie du Tasse, air dramatique, musique notée, paroles de Guéroult sur une musique de Luigi Bordèse, Paris, S. Richault, 1859.
- La Reine Blanche ou les Adieux de St. Louis, air, musique notée, paroles de Guéroult sur une musique de Luigi Bordèse, Paris, S. Richault, 1859.
- Marino Faliero, air dramatique, musique notée, paroles de Guéroult sur une musique de Luigi Bordèse, Paris, S. Richault, 1859.
- Travail, aumône, prière, duettino, musique notée, paroles de Guéroult sur une musique de Luigi Bordèse, Paris, S. Richault, 1859.
- Le Songe de lady Macbeth, air, musique notée, paroles de Guéroult sur une musique de Luigi Bordèse, Paris, E. Gérard, 1863.
- Fais ce que dois advienne que pourra : proverbe, opérette en un acte, paroles de Guéroult sur une musique de Luigi Bordèse ; [réduction pour chant et piano], Paris, Schonenberger, 1869.